# 小石川郵便局
小石川郵便局（こいしかわゆうびんきょく）は東京都文京区にある郵便局。民営化前の分類では集配普通郵便局であった。

## 概要
住所：〒112-8799 東京都文京区小石川4丁目4番2号

### 併設施設
- ゆうちょ銀行小石川店（本店小石川出張所）：取扱店番号010060

## 沿革
- 1872年（明治5年）旧6月 - 小日向郵便仮役所として、小日向水道町に開設[1]。
- 1875年（明治8年）1月 - 小日向郵便分局となる[1]。
- 1875年（明治8年）5月2日 - 貯金預所を設置[1]。
- 1880年（明治13年）9月16日 - 為替取扱所を設置[1]。
- 1883年（明治16年）5月23日 - 小日向郵便支局となる[1]。
- 1885年（明治18年）9月1日 - 小石川大門町に移転[2]するとともに、小石川郵便支局に改称[1]。
- 1886年（明治19年）4月26日 - 東京小石川郵便支局に改称[1]。
- 1896年（明治29年）9月1日 - 東京小石川郵便電信支局となる[1]。
- 1903年（明治36年）4月9日 - 通信官署官制の施行に伴い東京小石川郵便局となる[1]。
- 1906年（明治39年）1月1日 - 小石川郵便局に改称[1]。
- 1908年（明治41年）4月1日 - 小石川表町に局舎新築、移転[1]。
- 1958年（昭和33年）8月1日 - 電話通話および和文電報受付ならびに国際電報受付事務の取扱いを開始[3]。
- 1985年（昭和60年）10月1日 - 国際電報受付業務を小石川電報電話局に移管。
- 1998年（平成10年）9月1日 - 外国通貨の両替および旅行小切手の売買に関する業務取扱を開始。
- 2007年（平成19年）10月1日 - 民営化に伴い、併設された郵便事業小石川支店、ゆうちょ銀行小石川店に一部業務を移管。
- 2012年（平成24年）10月1日 - 日本郵便株式会社の発足に伴い、郵便事業小石川支店を小石川郵便局に統合。
- 2017年（平成29年）2月6日 - ゆうゆう窓口の24時間営業を廃止。

## 取扱内容

### 小石川郵便局
- 郵便、印紙、ゆうパック、内容証明
- 生命保険、バイク自賠責保険、自動車保険、がん保険、引受条件緩和型医療保険
- 文京区内の一部地域（〒112-xxxx）の集配業務
- ゆうゆう窓口

### ゆうちょ銀行小石川店
- 貯金、貸付、為替、振替、振込、国際送金、外貨両替、国債、投資信託、変額年金保険
- ATM

## 風景印
- 図案は『東京ドーム』・『小石川植物園の桜』
- 使用開始日は1988年（昭和63年）3月17日

### 過去の風景印
- 1952年（昭和27年）6月25日 - 1988年（昭和63年）3月16日
  - 図案は『後楽園球場』・『小石川植物園の桜』
後楽園球場の閉場・東京ドームの開場に伴い改印。

## 周辺
- 拓殖大学
- 東京都立竹早高等学校
- 文京区立茗台中学校
- 東京学芸大学附属竹早中学校・小学校
- エーザイ本社

## アクセス
- 東京メトロ丸ノ内線 茗荷谷駅から徒歩約10分、有楽町線 江戸川橋駅から徒歩約16分
- 都営バス 小石川四丁目停留所下車
- 首都高池袋線 飯田橋出入口から北へ、もしくは早稲田出口から北東へそれぞれ約1.5km
- 国道254号（春日通り）沿い
- 駐車場あり：4台